# Diponthus paraguayensis
Diponthus paraguayensis är en insektsart som beskrevs av Bruner, L. 1906. Diponthus paraguayensis ingår i släktet Diponthus och familjen Romaleidae. Inga underarter finns listade i Catalogue of Life.